# Bruchsal

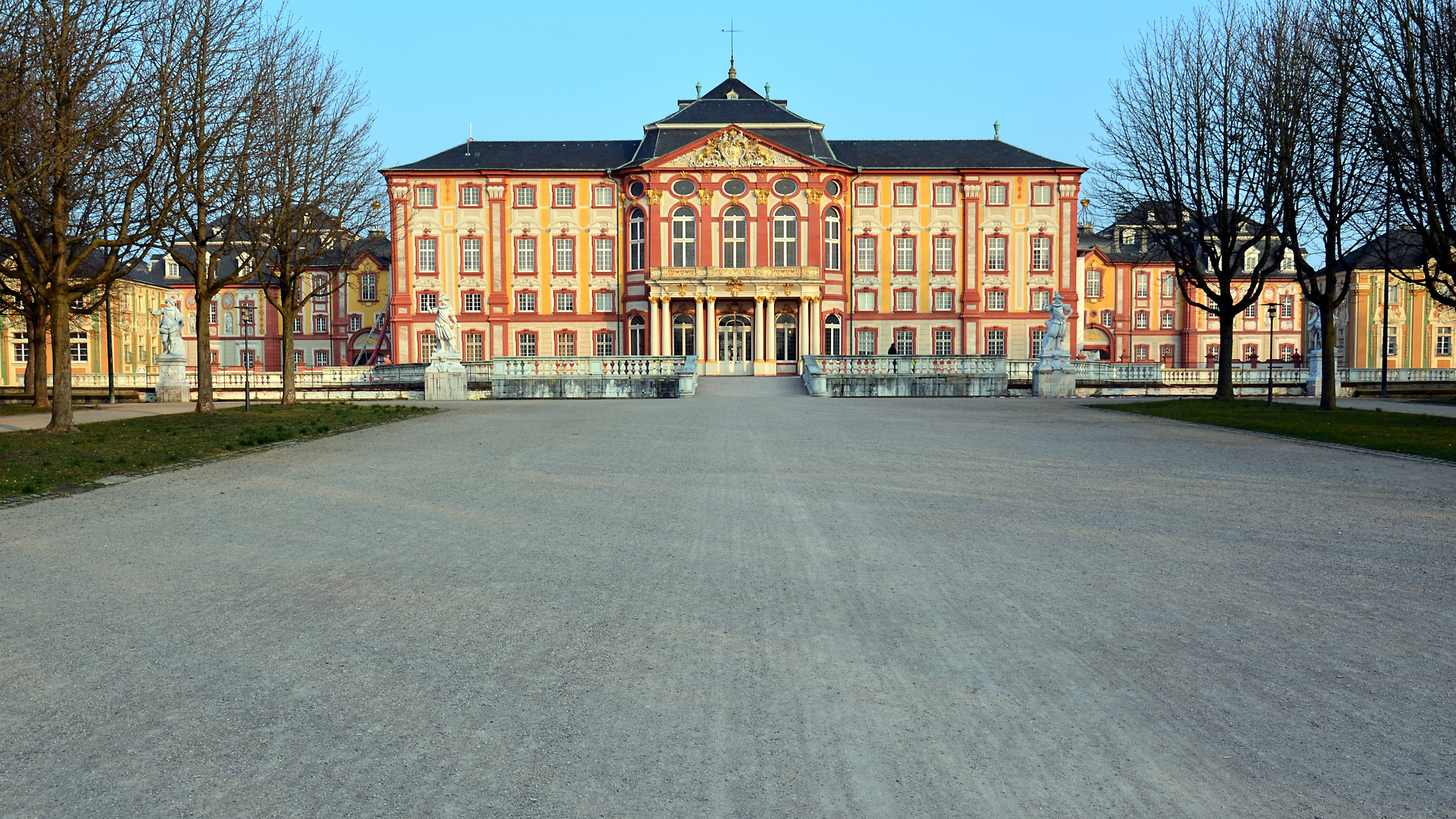
Pałac w Bruchsal

Bruchsal – miasto w Niemczech, w kraju związkowym Badenia-Wirtembergia, w rejencji Karlsruhe, w regionie Mittlerer Oberrhein, w powiecie Karlsruhe, siedziba wspólnoty administracyjnej Bruchsal. Leży w Kraichgau, nad rzeką Saalbach, ok. 20 km na północny wschód od Karlsruhe, przy autostradzie A5, drogach krajowych B3, B35 i linii kolejowej Stuttgart–Mannheim; Karlsruhe–Mannheim.
W mieście znajduje się stacja kolejowa Bruchsal.
W mieście rozwinął się przemysł elektroniczny, maszynowy, drzewny oraz papierniczy.

## Współpraca
Miejscowości partnerskie:
- Cwmbran, Wielka Brytania od 1979
- Gornja Radgona, Słowenia od 2006
- Sainte-Marie-aux-Mines, Francja od 1989
- Sainte-Menehould, Francja od 1965
- Volterra, Włochy od 2008

## Osoby

### urodzone w Bruchsal
- Klaus Bachmann
- Thomas Hellriegel
- Anke Huber
- Johannes Stumpf

### związane z miastem
- Hieronymus Bock
- Josef Hirtreiter
- Brigitte Mohnhaupt